# Kılcan, Elbeyli
Kılcan là một xã thuộc huyện Elbeyli, tỉnh Kilis, Thổ Nhĩ Kỳ. Dân số thời điểm năm 2010 là 133 người.